# Gottschea
Gottschea är ett släkte av bladmossor. Gottschea ingår i familjen Schistochilaceae.
Kladogram enligt Catalogue of Life:
| Gottschea | \| \| Gottschea aligera \| \| \| \| \| \| Gottschea stratosa \| \| \| \| |
|           | \| \| Gottschea aligera \| \| \| \| \| \| Gottschea stratosa \| \| \| \| |
|           | Pachyschistochila                                                        |
|           |                                                                          |
|           | Pleurocladopsis                                                          |
|           |                                                                          |
|           | Schistochila                                                             |
|           |                                                                          |
|           | Gottschea aligera                                                        |
|           |                                                                          |
|           | Gottschea stratosa                                                       |
|           |                                                                          |

|  | Gottschea aligera  |
|  |                    |
|  | Gottschea stratosa |
|  |                    |